# Tabù (caramella)
Le Tabù sono caramelle alla liquirizia prodotte e distribuite dalla Perfetti Van Melle. Si tratta di tronchetti di liquirizia di piccole dimensioni, contenute all'interno di un piccolo contenitore metallico rotondo e schiacciato.

## Storia
I tronchetti di liquirizia pura, aromatizzata alla menta, sono prodotti dall'azienda Menozzi De Rosa fondata nel 1836 ad Atri in Abruzzo.

## Promozione
La prima campagna pubblicitaria televisiva delle caramelle Tabù fu lanciata nel 1985 ed andò avanti sino al 1997, con alcune variazioni negli anni, aggiunte per pubblicizzare l'uscita delle Tabù maxi, Tabù bianche e Tabù senza zucchero. La pubblicità, realizzata a cartoni animati aveva per protagonista un uomo nero, distinguibile dallo sfondo nero solo dagli occhi, dalle labbra bianche e dalle mani bianche, che cantava un jingle jazz in cui, attraverso un dialogo cantato fra il personaggio e le stesse caramelle, venivano esaltate le qualità delle liquirizie e, nel caso, delle loro varianti (nel caso delle Tabù senza zucchero appariva anche una versione femminile del personaggio, in bianco). Il personaggio creato per gli spot è ispirato al musicista statunitense Al Jolson. Il jingle era cantato da Italo Janne.